# Albert von Holleben (Staatsrat)
Ludwig Albert Karl von Holleben (* 25. Oktober 1825 in Rudolstadt; † 3. August 1902 in Rudolstadt) war Geheimer Staatsrat, Kammerherr und Vorstand der Finanzabteilung des Fürstlich Schwarzburgischen Ministeriums.

## Leben

### Herkunft
Albert war ein Sohn schwarzburgischen Oberjägermeisters Anton von Holleben genannt von Normann (1786–1849) und dessen Ehefrau Ida, geborene von Schönberg (1803–1867). Der sächsische General der Infanterie Bernhard von Holleben genannt von Normann (1824–1897) war sein älterer Bruder.

### Karriere
Holleben studierte an den Universitäten Jena und Göttingen und war bei den Corps Saxonia Jena und Saxonia Göttingen aktiv. Er wurde Kreisgerichtssekretär und Staatsanwaltschaftsgehilfe, später Schwarzburgischer Landrat und Regierungsrat in Rudolstadt. Zuletzt amtierte er als Geheimer Staatsrat und Vorstand der Finanzabteilung des Fürstlich Schwarzburgischen Ministeriums und war damit Stellvertreter des Ministers. Ab 1867 war er Mitglied des Landtags Schwarzburg-Rudolstadt.

### Familie
Holleben heiratete am 9. August 1859 in Rudolstadt Anna von Roeder (* 1839). Das Paar hatte mehrere Kinder:
- Elisabeth (1860–1893), Hofdame der Prinzessin Thekla von Schwarzburg-Rudolstadt
- Kurt (1862–1941), sächsischer Generalmajor
- Franz (1863–1938), deutscher Admiral ⚭ 1896 Klara von Motz (* 1876)
- Magnus (1864–1914), sächsischer Oberstleutnant
- Gertrud (* 1866) ⚭ Otto Wurmbach (1864–1940), deutscher Vizeadmiral
- Eda (*/† 1868)
- Fides (* 1871)
- Eva (* 1873) ⚭ Franz Walther, Fabrikbesitzer